# آبیاری شیمیایی

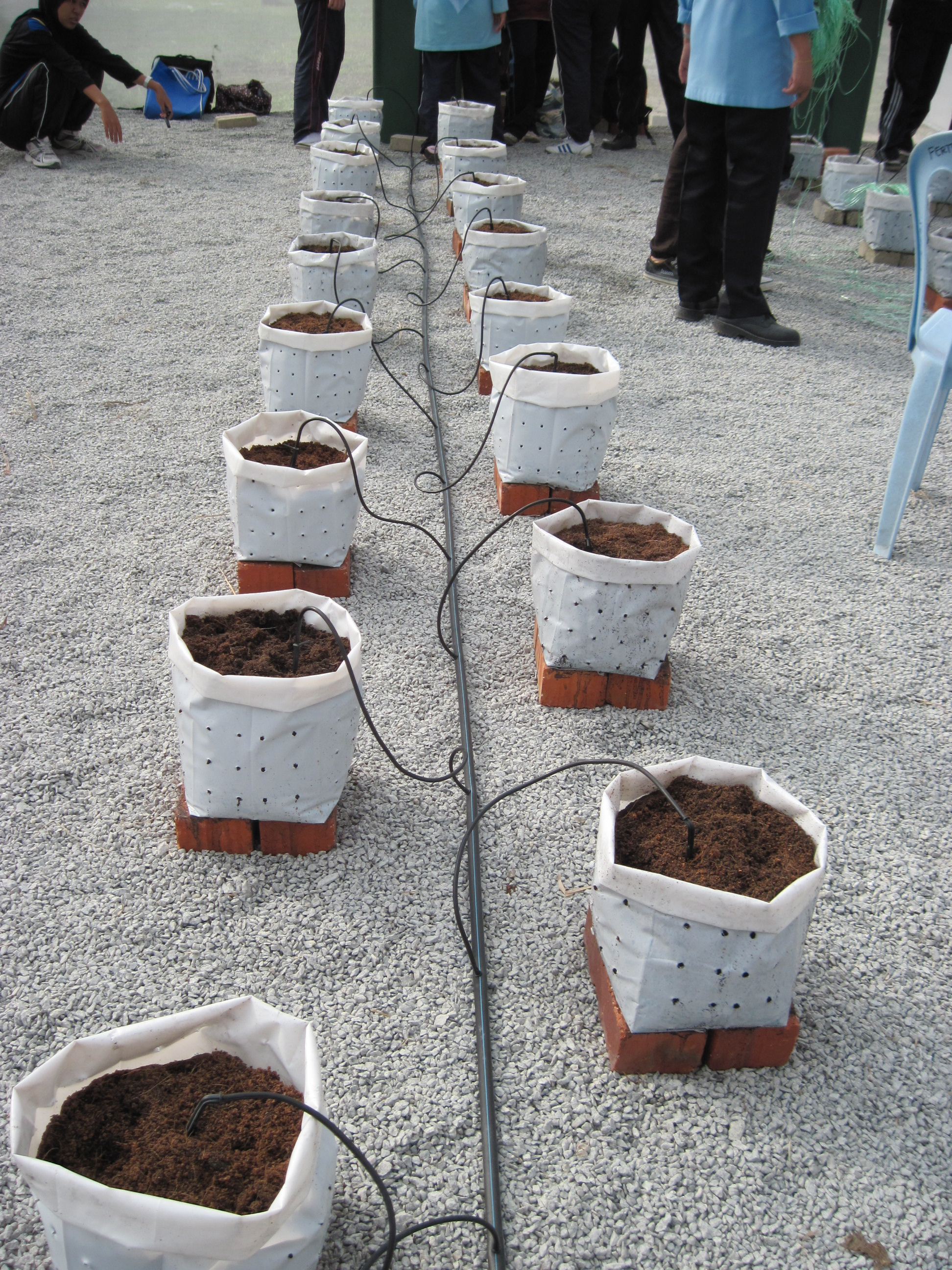
شیمیاری به کمک کیسه‌های نایلونی سفید

آبیاری شیمیایی یا شیمیاری (به انگلیسی: Chemigation) به تزریق مواد شیمیایی داخل آب آبیاری گفته می‌شود. شیمیاری معمولاً شامل حشره‌کشی، علف هرزکشی، قارچ‌کشی نیز می‌شود. از شیمیاری به صورت گسترده‌ای در کشاورزی استفاده می‌شود.